# Clytia iridescens
Clytia iridescens är en nässeldjursart som först beskrevs av Maas 1906.  Clytia iridescens ingår i släktet Clytia och familjen Campanulariidae.
Artens utbredningsområde är Södra Ishavet. Inga underarter finns listade i Catalogue of Life.